# Engoulevent leucopyge
Nyctiprogne leucopyga
Espèce
Synonymes
- Caprimulgus leucopygus Spix, 1825
(protonyme)

Statut de conservation UICN

 LC  : Préoccupation mineure
L'Engoulevent leucopyge (Nyctiprogne leucopyga) est une espèce d'oiseaux de la famille des Caprimulgidae.

## Répartition
Cette espèce vit en Bolivie, au Brésil, en Colombie, Équateur, en Guyane française, au Guyana, au Paraguay, au Pérou et au Venezuela.